# Tchernobyl : Chronique des semaines difficiles
Pour plus de détails, voir Fiche technique et Distribution.
Tchernobyl : Chronique des semaines difficiles (titre original : Чернобыль. Хроника трудных недель, Chernobyl. Khronika trudnykh nedel) est un film soviétique ukrainien réalisé par Vladimir Chevtchenko en 1986.

## Synopsis
Vladimir Chevtchenko est un cadreur qui travaillait pour Centrale TV Ukraine. Il fut envoyé sur le site de la catastrophe de Tchernobyl dans les jours qui suivirent l'explosion du réacteur numéro 4 afin de documenter le nettoyage des matières radioactives. 

## Fiche technique
- Titre français : Tchernobyl : Chronique des semaines difficiles[4]
- Titre original : Chernobyl. Khronika trudnykh nedel
- Réalisation : Vladimir Chevtchenko
- Pays de production :  Union soviétique
- Langue originale : Ukrainien
- Genre : Documentaire

## Autour du film
Le premier film réalisé à la suite de l'accident de fusion nucléaire à la centrale nucléaire de Tchernobyl, près de Prypiat, RSS d'Ukraine, en Union soviétique, le 26 avril 1986, se concentre sur les conséquences immédiates de la catastrophe et l'effort de nettoyage. Non prévenu des dangers des radiations Vladimir Chevtchenko décèdera en quelques semaines.
Le film est monté à partir d'images d'archives.